# Mecyna lutealis
Mecyna lutealis là một loài bướm đêm thuộc họ Crambidae. Nó được tìm thấy ở phần lớn châu Âu, bao gồm Tây Ban Nha, Pháp, Bỉ, Đức, Thụy Sĩ, Áo, Ý, România, Bulgaria, Macedonia, Albania và Hy Lạp.